# William F. Broidy
William F. Broidy (1915 – 1959) foi um produtor de cinema e televisão americano.

## Vida pregressa
William F. Broidy nasceu em 12 de abril de 1915, em Chelsea, em Massachusetts, um subúrbio de Boston. Ele tinha um irmão, Steve Broidy, que mais tarde se tornou o chefe da Allied Artists Productions.

## Carreira
Broidy produziu muitos filmes ao longo da década de 1950, incluindo Northwest Territory, Bullwhip, Arson for Hire, e Legion of the Doomed. Na televisão, ele foi o produtor de The Adventures of Wild Bill Hickok, de 1951 a 1958.

## Vida pessoal
Com sua esposa Frances, ele teve três filhos. Sua esposa organizou eventos para a Hadassah: Organização Sionista Feminina da América em sua casa no Vale de São Fernando na década de 1950.

## Morte
William F. Broidy morreu em 14 de julho de 1959, em Los Angeles, na Califórnia.

## Filmografia
- Trail of the Yukon (1949, produtor associado).
- The Wolf Hunters (1949, produtor associado).
- Sideshow (1950, roteirista e produtor).
- A Modern Marriage (1950, produtor associado).
- Snow Dog (1950, produtor associado).
- Call of the Klondike (1950, produtor associado).
- Rhythm Inn (1951, produtor associado).
- Navy Bound (1951, produtor).
- Casa Manana (1951, produtor associado).
- Yukon Manhunt (1951, produtor associado).
- Northwest Territory (1951, produtor associado).
- Sea Tiger (1952, produtor executivo).
- Yukon Gold (1952, produtor).
- The Yellow Haired Kid (1952, produtor executivo).
- The Ghost of Crossbones Canyon (1952, produtor executivo).
- Behind Southern Lines (1952, produtor executivo).
- Murder Without Tears (1953, produtor).
- Two Gun Marshal (1953, produtor executivo).
- Six Gun Decision (1953, produtor executivo).
- Secret of Outlaw Flats (1953, produtor).
- Border City Rustlers (1953, produtor executivo).
- Yukon Vengeance (1954, produtor).
- Highway Dragnet (1954, produtor executivo).
- Security Risk (1954, produtor).
- Port of Hell (1954, produtor).
- Trouble on the Trail (1954, produtor executivo).
- Treasure of Ruby Hills (1955, produtor).
- The Big Tip Off (1955, produtor).
- Timber Country Trouble (1955, produtor).
- The Titled Tenderfoot (1955, produtor executivo).
- The Matchmaking Marshal (1955, produtor executivo).
- Phantom Trails (1955, produtor executivo).
- Las Vegas Shakedown (1955, produtor).
- Betrayed Women (1955, produtor).
- Nile Freight (1955, produtor).
- The Toughest Man Alive (1955, produtor).
- Shack Out on 101 (1955, produtor executivo).
- Yaqui Drums (1956, produtor).
- Calypso Joe (1957, produtor).
- Seven Guns to Mesa (1958, produtor).
- Bullwhip (1958, produtor executivo).
- Legion of the Doomed (1958, produtor).
- Arson for Hire (1959, produtor).